# Kąkowa Wola (gromada)
Kąkowa Wola – dawna gromada, czyli najmniejsza jednostka podziału terytorialnego Polskiej Rzeczypospolitej Ludowej w latach 1954–1972.
Gromady, z gromadzkimi radami narodowymi (GRN) jako organami władzy najniższego stopnia na wsi, funkcjonowały od reformy reorganizującej administrację wiejską przeprowadzonej jesienią 1954 do momentu ich zniesienia z dniem 1 stycznia 1973, tym samym wypierając organizację gminną w latach 1954–1972.
Gromadę Kąkowa Wola z siedzibą GRN w Kąkowej Woli utworzono – jako jedną z 8759 gromad na obszarze Polski – w powiecie włocławskim w woj. bydgoskim, na mocy uchwały nr 24/17 WRN w Bydgoszczy z dnia 5 października 1954. W skład jednostki weszły obszary dotychczasowych gromad Kąkowa Wola, Kąkowa Wola Parcele, Falborek, Kuczyna, Jądrowice i Redecz Krukowy Parcele oraz wieś Redecz Krukowy z dotychczasowej gromady Redecz Krukowy ze zniesionej gminy Falborz w tymże powiecie. Dla gromady ustalono 23 członków gromadzkiej rady narodowej.
31 grudnia 1959 do gromady Kąkowa Wola włączono wsie Dąbie Poduchowne i Dąbie Parcele oraz kolonię Stok ze zniesionej gromady Dąbie Kujawskie w tymże powiecie.
Gromadę zniesiono 1 stycznia 1969, a jej obszar włączono do gromad Stary Brześć (sołectwa Falborek, Jędrowice, Kąkowa Wola-Parcele, Kąkowa Wola-Wieś, Kuczyna, Miechowice i Redecz Krukowy) i Lubraniec (sołectwa Dąbie Parcele i Dąbie Poduchowne) w tymże powiecie.